# Niklas Backman
Niklas Backman (ur. 13 listopada 1988 w Västerås) – szwedzki piłkarz występujący na pozycji obrońcy.

## Kariera klubowa
Backman seniorską karierę rozpoczynał w 2005 roku w klubie Skiljebo SK z Division 2 Norra Svealand. W 2006 roku awansował z zespołem do Division 1 Norra. W 2008 roku odszedł do Väsby United z Superettan, gdzie spędził 2 sezony.
W 2010 roku podpisał kontrakt z zespołem AIK Fotboll z Allsvenskan. W marcu 2010 roku zdobył z nim Superpuchar Szwecji. W pierwszej lidze szwedzkiej zadebiutował 20 marca 2010 roku w zremisowanym 0:0 pojedynku z Brommapojkarną.
W 2014 roku przeszedł do klubu Dalian A’erbin. W 2016 roku został zawodnikiem Aarhus GF. Swój pierwszy mecz w Superligaen rozegrał 26 lutego 2016 roku z Odense Boldklub (2:2). W październiku 2021 Backman postanowił zakończyć karierę piłkarską z powodu częstych kontuzji.

## Kariera reprezentacyjna
W reprezentacji Szwecji Backman zadebiutował 19 stycznia 2011 roku w wygranym 2:1 towarzyskim meczu z Botswaną.